# 마야 로렌스
마야 로렌스(영어: Maya Lawrence, 1980년 7월 17일 ~ )는 미국의 펜싱 선수로, 주 종목은 에페이다. 런던에서 열린 2012년 하계 올림픽의 개인전과 단체전에 참가하였다. 이중 그녀는 단체전에서 팀 동료 코트니 헐리, 켈리 헐리, 수지 스캔런과 동메달을 획득하였다.
로렌스는 뉴저지주 티넥에서 자랐고, 티넥 고등학교 2년때부터 펜싱을 시작하였다. 그녀의 부모 팻 로렌스와 레지날드 각각 로렌스는 티넥 고등학교의 펜싱 감독, 뉴저지주 스포츠 심판이었다. 2002년, 프린스턴 대학교에서 정치학과 아프리카계 미국 연구학을 복수 전공한 로렌스는 우수한 성적으로 졸업하였다. 프린스턴 대학교의 펜싱팀 일원으로, 그녀는 올-아메리칸에 선정되었고 매년 아이비 리그 성적 우수생으로 선정되었다. 그녀는 2007년 컬럼비아 사범대학교에서 ESL 교육학 석사학위를 받았다.